# Mengkokacris olivacea
Mengkokacris olivacea är en insektsart som beskrevs av Willy Adolf Theodor Ramme 1941. Mengkokacris olivacea ingår i släktet Mengkokacris och familjen gräshoppor. Inga underarter finns listade i Catalogue of Life.